# Лангат, Нэнси
Нэнси Джебет Лангат — кенийская легкоатлетка, которая специализируется в беге на 1500 метров. Олимпийская чемпионка 2008 года на дистанции 1500 метров. Победительница чемпионата мира среди юниоров 2000 года на дистанции 800 метров. Двукратная чемпионка Африки в 2004 и 2010 годах. В 2005 году заняла 8-е место на чемпионате мира по кроссу. Бронзовый призёр чемпионата Африки в беге на 1500 метров. В 2009 году стала победительницей всемирного легкоатлетического финала. Чемпионка игр Содружества 2010 года на дистанции 1500 метров. Победительница Бриллиантовой лиги 2010 года.
На Олимпийских играх 2004 года бежала дистанцию 1500 метров, на которой дошла до полуфинала. Заняла 9-е место на чемпионате мира 2013 года с результатом 4:06.01.

## Личная жизнь
Замужем за легкоатлетом Кеннетом Черуйотом. Её двоюродная сестра Алиса Тимбилил также легкоатлетка..